# Anglikánský svaz církví

Členské církve ve světě: modrá - anglikánské církve, červená - starokatolické církve, zelená - severské a pobaltské církve

Anglikánský svaz církví nebo Anglikánské společenství církví (anglicky: Anglican Communion) je svaz anglikánských církví působící na celém světě. Sdružuje 38 anglikánských církví.
„Matkou “ a „hlavou“ Anglikánského společenství církví je Church of England. Canterburský arcibiskup má mezi ostatními biskupy svazu postavení primus inter pares. Od roku 1931 je Anglikánské společenství v plném svátostném společenství s Utrechtskou unií starokatolických církví a starokatoličtí biskupové se účastní anglikánských biskupských svěcení jako spolusvětitelé. Anglikánské církve jsou v plném svátostném společenství také se severskými a pobaltskými luterány.